# Stress
A Stress az 1970-es évek második felében alakult magyar heavy metal együttes.

## Története

### Kezdetek (1977 – 1985)
Az 1970-es évek második felében alakult Stress lényegében az első magyar heavy metal csapatnak mondhatja el magát, megelőzve a Pokolgép együttest. Az alapító tagok: Incédy Gábor (dob), Jankai Béla (billentyűsök), Kovács Miklós (gitár), Lőrincz Tibor (ének), Siba János (basszusgitár) Hársszegi Miklós (basszusgitár) Gigor Karoly (dob). A Lőrincz Tibor vezette csapat a visszaemlékezések szerint a kezdetekben még újhullámos zenét játszott, majd 1980-ban stílust váltottak. Ekkor lett tag a későbbi hangzást meghatározó Borhidi Miklós (gitár). Még ebben az évben Jankai Béla távozott az együttesből, a Prognózis zenekarba. Az 1981-es győri amatőr fesztiválon a Stress már a klasszikus hard rock / heavy metal dalaival lép fel. A nyolcvanas évek elején az egyik kedvelt hard rock, heavy metal csapatnak számítottak. Sajnos az akkori kultúrpolitika nem nézte jó szemmel az együttes működését és a sikereit, így nem adták meg nekik az engedélyt egy hanglemez elkészítésére. Hiába voltak népszerűek a metalosok körében, nagylemezt nem tudtak felmutatni. 1985-ben átmenetileg szünetelt az együttes, Lőrincz Tibor ezekben az években került a szintén metal zenét játszó Jaguár együttesbe.

### A fénykor (1979 – 1985)
Miután az Stress újra megkezdte működését, 1986-ban az együttes egy kislemezzel tért vissza a köztudatba, amelyet a Hungaroton-Start jelentetett meg. A kislemezen a ma már klasszikusnak számító „Acélkerék” és a „Séta éjfélkor” című számok kaptak helyett. A Stress mindössze ezt az egyetlen kislemezt tudta felmutatni, a régi rendszerben nem jelenhetett meg nagylemezük.
A rendszerváltás után, 1991-ben hosszú várakozás után a Stress elkészíthette első lemezét a Nagyferó Produkciónál. Az album a Kísértet kastély nevet kapta. A lemezt feljátszó formációt, 
a Stress „klasszikus” formációjának is szokták nevezni: Borhidi Miklós (gitár), Gáspár János (dob), Lőrincz Tibor (ének), Mózer László (basszusgitár), Szabó Zoltán (gitár). A lemezen ma már olyan kultikusnak számító dalok találhatóak,
mint a „Rockváros” vagy a „Meglovagolva a villámot”. A Kísértet kastély sikeres albumnak számított, mégis nagyon kevés példány jelent meg a bakelitlemezből. A rengeteg koncert után az együttes ismét "elfáradt", és egy hosszú szünet után, 2004-ben jelentkeztek újra, bár a Stress lényegében folyamatosan működött, a szünet ellenére is. 2005-ben a második Stress-albummal együtt a Hammer Records újra megjelentette az első lemez remaszterizált változatát bónusz dalokkal kiegészítve.

### A visszatérés (2001-től)
2001-ben Lőrincz Tibor életre keltette a Stress-t, de már új tagokkal. A következő évben egy nagylemezzel jelentkeztek, amelynek a címe: Tűz még ég. Az album a Hammer Records gondozásában jelent meg 2005-ben, a Kísértet kastély újrakiadásával együtt. 2009 februárjában az énekes Lőrincz Tibor 50. születésnapja alkalmából a Wigwam klubban tartott koncertet a Stress, de végül a frontember nélkül kellett játszaniuk, mert az öltözőben szívrohamot kapott, és újra is kellett éleszteni. Hosszas kórházi ápolásra szorult.
Jelenleg évente néhány koncertet adnak, főleg kisebb klubokban.
Bíró Ica a Stress együttessel Metal Ladyként tért vissza 2022 szeptemberében, az együttessel rendszeresen fellép

## Tagok
Jelenlegi felállás
- Lőrincz Tibor – ének (1977-1985, 1988-1995, 2002-)
- Fábri László – gitár (2001-)
- Baranyai László – basszusgitár (2010-)
- Hellenbach Bálint – gitár (2017-)
- Deli Dávid – dob (2012-2015, 2019-)

Korábbi tagok
- Borhidi Miklós – gitár (1977-1995, 2002-2008)
- Steiner Martin – billentyűs hangszerek (1979-1989)
- Jankai Béla – billentyűs hangszerek (1977-1980)
- Inczédy Gábor – dobok (1978-1980)
- Siba János – ? (1977-1980)
- Gáspár János "Gazsi" – dobok (?-1990)
- Hamvay Gyula "Egér" – basszusgitár (198x-198x)
- Strahle Gábor – gitár (198x-198x)
- Vértes Attila – ének (1986-1988)
- Palotai János – basszusgitár (1983-1990)
- Szabó Zoltán – gitár (1988-1992)
- Mózer László – basszusgitár (1979-1987)
- Zsolnai Zoltán – dobok (1990-1992)
- Sasvári Ferenc – gitár (1978-2002)
- Trombitás Gyula – basszusgitár (2002-2005)
- Kas Viktor – dobok (2000-2005)
- Laurencsik István – basszusgitár (2006-2007)
- Mészáros János – dobok (2006-2009)
- Tóbiás Imre – basszusgitár (2008-2010)
- Molnár Ákos – dobok (2012 – 2013)
- Ádám Tamás – dob (2015-2019)

## Albumok
- Séta éjfélkor / Acélkerék (Kislemez, Hungaroton-Start SPS 70704, 1986)
- Kísértet kastély (LP, MC, Nagyferó Produkció – LPX 002, 1991 / CD, Hammer Records, 2005)
- A tűz még ég (CD, Hammer Records, 2005)